# Karl von Osten-Sacken
Karl von Osten-Sacken (ur. 1715, zm. 1794) – saski polityk.
We wrześniu 1767 roku, gdy Osten-Sacken był saskim posłem w Petersburgu, konfederaci radomscy uzyskali jego (i pruskiego posła Solmsa) przychylność dla ich postulatu ograniczenia władzy królewskiej w Polsce.
W od dnia 26 marca 1777 roku do 2 października 1777 roku był pierwszym ministrem saskim, jednak wpływ na politykę rządu wywierał już wówczas od ponad dziesięciolecia. Podczas jego rządów koła dworskie z wdowa po Auguście III, Maria Antonią i królewiczem Karolem na czele marzyły o odzyskaniu tronu polskiego i miały nadzieję, ze prowettyńska konfederacja barska odniesie w Polsce zwycięstwo nad Rosjanami. Większość jednak Sasów było niechętnych tym planom, a sam Osten-Sacken uprawiał politykę przyjazną Rosji. Być może była to gra na dwa fronty; w razie sukcesu konfederatów zamierzano przyjąć koronę polską, a w razie ich klęski kontynuować kurs Osten-Sackena.
Był odznaczony Orderem Orła Białego.